# Al-Hudschaidscha
Al-Hudschaischa, arabisch الحجيجة, DMG Al-Ḥuǧaiǧa, bekannt als Safiya bint Tha'laba al-Schaibaniya, arabisch صفية بنت ثعلبة الشيبانية, geboren im 6. Jahrhundert, gest. im 7. Jahrhundert, war eine vor-islamische, arabische Poetin vom Stamm der Banu Schaiban.

## Leben
Sie war für ihre Werke im Genre der taḥrīḍ (Aufforderung zur Rache) bekannt. Ihre Geburts- und Sterbedaten sind unbekannt, und selbst ihre Historizität ist fraglich. Sie scheint jedoch Hind bint al-Nuʻman Schutz gewährt zu haben, als Khosrow II. (reg. 590–628) sie zu Beginn des 7. Jahrhunderts von ihrem Vater al-Nu'man III. ibn al-Mundhir zur Heirat forderte, und ihr überlieferter Korpus bezieht sich auf die Schlacht von Dhi Qar um 609. Sie wird als „Kriegerdiplomatin“ charakterisiert und gilt als Schlüsselfigur der vorislamischen Dichtung.
Wie bei anderen vermeintlich vorislamischen Gedichten ist in der Wissenschaft umstritten, ob Al-Ḥujayjahs Werk später im Mittelalter tatsächlich fabriziert worden sein könnte (auch wenn sie selbst real war). Es überlebt nur in Bishr ibn Marwān al-Asadīs Sammlung Ḥarb Banī Shaybān maʻa Kisrá Ānūshirwān (arabisch حرب بني شيبان مع كسرى آنوشروان), die den Vater von Al-Ḥujayjah als Thaʻlabah al-Shaybānī identifiziert.